# Byrsonima garcibarrigae
Byrsonima garcibarrigae là một loài thực vật có hoa trong họ Malpighiaceae. Loài này được Cuatrec. mô tả khoa học đầu tiên năm 1958.